# パロディウス
『パロディウス』（PARODIUS）は、コナミ（現：コナミデジタルエンタテインメント並びにコナミアミューズメント）の強制横スクロールシューティングゲームのシリーズ。1988年（昭和63年）に第1作『パロディウス 〜タコは地球を救う〜』がMSX用のソフトとして発売された後、1990年（平成2年）のアーケード版『パロディウスだ!』など多くの続編が登場した。
『グラディウス』シリーズの自社パロディ作品であるためこの名前がつけられている。そのため、いくつか用意されたプレイヤーキャラクターの中には伝統的に『グラディウス』の主人公機体であるビックバイパーが必ず含まれている。BGMは著作権期間切れのクラシック曲や自社タイトル曲のアレンジとなっている。

## パロディウスシリーズ
コナミ以外にも本作と同じ構想（コンセプト）を持つ自社パロディ作品を制作するゲームメーカーは存在するが、本シリーズのようにシリーズ作品が多数発売されている例は少ない。
また元となった『グラディウス』シリーズ同様、どの作品も最終面のボスは弱くなっている（1988年の初代『パロディウス』は例外）。

### シリーズ作品
- 1988年 - 『パロディウス 〜タコは地球を救う〜』（MSX、2006年iアプリ、2007年S!アプリ、2010年Wii バーチャルコンソール、2013年Wii U バーチャルコンソール, 2014年PC EGG）
- 1990年 - 『パロディウスだ! 〜神話からお笑いへ〜』（アーケード、1991年ファミリーコンピュータ・X68000、1992年ゲームボーイ・PCエンジン・スーパーファミコン、2003年iアプリ・S!アプリ、2006年EZアプリ（BREW））
- 1994年 - 『極上パロディウス 〜過去の栄光を求めて〜』（アーケード、1994年スーパーファミコン）、2007年iアプリ
- 1994年 - 『極上パロディウスだ! DELUXE PACK』（プレイステーション、1995年セガサターン） - 『パロディウスだ! 〜神話からお笑いへ〜』と『極上パロディウス 〜過去の栄光を求めて〜』のカップリング。
- 1995年 - 『実況おしゃべりパロディウス』（スーパーファミコン）
- 1996年 - 『セクシーパロディウス』（アーケード、プレイステーション、1997年 セガサターン）
- 1996年 - 『実況おしゃべりパロディウス〜forever with me〜』（プレイステーション、セガサターン） - SFC版『実況おしゃべりパロディウス』のリメイク作品。
- 1997年 - 『パロウォーズ』（プレイステーション） - ウォー・シミュレーションゲーム。
- 1997年 - 『究極パロディウス』（ドラマCD）
- 1998年 - 『リトルパイレーツ』（パチスロ/メーカー:オリンピア）
- 2000年 - 『CRパロディウスだ』（パチンコ/メーカー:ニューギン）
- 2004年 - 『CRさいころ珍道中』（パチンコ/メーカー:ニューギン）
- 2006年 - 『CR極上パロディウス』（パチンコ/メーカー:ニューギン）
- 2007年 - 『パロディウス ポータブル』（PSP） シリーズ5作を1枚のUMDに収録。
- 2010年 - 『極楽パロディウス／極楽パロディウスA』（パチスロ/メーカー:KPE）

## パロディウス 〜タコは地球を救う〜
MSXで発売されたシリーズ第1作。人々の夢を次々と食い荒らし、小惑星帯に根城を構えている夢食妖獣「バグ」を倒すことが目的。
ゲームシステムは『グラディウス』を踏襲しているが、『ツインビー』シリーズにあった「ベル」が追加されており、一定時間限りの特殊パワーアップができるようになっている。キャラクターを5人から選択できるが、使用できる武器は全キャラ同じ。またタイトルスクリーンと各ステージの「○○星」はMSX版『グラディウス2』のパロディとなっている。
当時のMSXに2つのカートリッジスロットが有るものがあり、MSX版『グラディウス』を1スロット、MSX版『ツインビー』を2スロットに挿し込むと、自機が「ツインビー」、オプションが『ツインビー』シリーズの「分身」、パワーアップカプセルが「ベル」の形になった状態で『グラディウス』をプレイできるという裏技的なモードが存在したが、それを元に社員が遊びで作成した物がベースだと言われる。
『スナッチャー』の開発期間が長期に及んだこともあり、開発期間は約1ヶ月ほどだったとされている。元々は社員のストレス解消用に作られたソフトであった為か、他のゲームにはない奇抜な演出や下品な描写、斬新なゲーム展開が話題になった。ジャンケンアイテムをとってボス敵に負けるとステージ上の特定位置まで強引に引き戻されたり、ベルパワーによる画面両端のワープ移動を使わなければ突破できないなど従来の『グラディウス』シリーズにはなかった要素が多数取り入れられている。
オープニングデモの最初では「タコの日記」が流れるが、これはグラディウス2のオープニングに登場する「惑星グラディウス史記XIII 序文より」のパロディである。また、サブタイトルの『タコは地球を救う』は日本テレビ系列のチャリティー番組である『24時間テレビ 「愛は地球を救う」』のパロディである。
本作そのものは長らく移植されていなかったが、1998年にPSとSSで発売された『コナミアンティークスMSXコレクション』に収録され、2006年12月1日にはコナミデジタルエンタテインメントが提供する携帯電話向け有料サイト「コナミネットDX」にて、『コナミ名作シリーズ』の第9弾としてiアプリ（FOMA90xシリーズ専用）へ移植された。2007年5月1日にはS!アプリ（SoftBank 3G端末向け）にも移植されている。また、2007年1月25日に発売された『パロディウス ポータブル』にはパワーアップアレンジ移植版が収録されている。2010年1月12日からはWiiのバーチャルコンソールで、2013年12月25日からはWii Uのバーチャルコンソールで、2014年4月11日はプロジェクトEGGで、MSX版がそれぞれ配信されている。

### 登場キャラクター
本作ではキャラクターの性能に機体による違いは無く、グラフィックの違いだけにとどまっている。主人公は「タコ」。他はコナミのゲームのキャラクターが登場している。
タコ
本作の主人公。自称「夢と希望プログラマー」。色々な星を回り、人々に夢をプログラムしている。関西弁を喋り、「芸人」と書かれたハチマキをしている。
ペンギン
『けっきょく南極大冒険』や『夢大陸アドベンチャー』の主人公のペンギン。なお、後続シリーズでは息子のペン太郎が登場している。
ゴエモン
『がんばれゴエモン』の主人公の正義の大泥棒。後にSFC版『極上パロディウス』で再登場した。
ポポロン
『魔城伝説』シリーズの主人公の騎士。バグ処理を「魔物退治」と称している。
ビッグバイパー
パロディ元『グラディウス』シリーズに登場する戦闘機（機体デザインはMSX版『沙羅曼蛇』のサーベルタイガーのもの）。MSXのゲームでは『グラディウス2』のメタリオンなど新鋭機に取って代わられたため、すっかりオンボロになっているという設定。また、名前がビッグバイパーとなっている。関西弁で話す。

### パワーアップ
自機は初期状態では前方にノーマルショットを発射できるだけだが、グラディウスシリーズ同様にパワーカプセルで様々なパワーアップが行える。赤いパワーカプセルを取るごとにパワーメーターが1つずつ増え、欲しいパワーアップになったところでパワーアップボタンを押すとそれを装備できる。PSP版ではパワーアップを自動で行うAUTOモード（パワーアップが全自動）、SEMI AUTOモード（任意でのパワーアップも可能）が追加されており、MANUAL（手動のみのパワーアップ）との切り替えが可能。OPTIONのPOWER UPで設定できる。
グラディウスには無い新要素として、ルーレットカプセルが追加されている。これを取るとパワーメーターが高速で回転を始め、パワーアップボタンを押したところのパワーアップを装備できる。ただし押したところがパワーアップ済みだとパワーメーターがそこまで進んだ状態で止まる。多くのカプセルを必要とするレーザーやオプションなどを1つのカプセルで取れる可能性もあるが、全ての装備が無くなる「何〜やそれ！」もゲージの中に入っている。また、ルーレット発動後は通常のパワーカプセルを取ってもルーレットが回り続けるため、ルーレットを止めない限り後続のパワーカプセルがほぼ無駄になってしまう。ルーレットカプセルは外見は通常の赤カプセルと見分けが付かないが、出現位置が決まっているため覚えれば回避できる。また、PSP版ではOPTIONからROULETTEをOFFにすることで出現しないようにも設定できる。
パワーカプセルの形状はビックバイパーはグラディウスシリーズの形状を引き継いでいるが、タコだとチューハイの缶（1980年代にはサントリーからタコハイという缶チューハイが発売されていた）、ペンギンだと魚、ゴエモンは小判という風にキャラクターごとに形状が異なる。
速うなんで！
スピードアップ。自機の移動スピードが1段階上昇。最高7段階。
ミサイルや！
自機の前方下方向にミサイルを発射できる。ミサイルには足があり、地面を歩くことが出来る。さらにパワーアップすることでミサイルのスピードがアップする。
上付ダブル?
前方と前方斜め45度の方向にショットを発射できる。レーザーと併用不可。
多い日も安心
「敵が多い日も-」の意味で、当時放送されていた生理用ナプキンのCMから取られている。敵を貫通するレーザーを発射できる。ダブルと併用不可。さらにパワーアップすることでレーザーが長くなる。
分身の術や!
自機と同じ攻撃をするオプションを装備。最大2個。
何〜やそれ!
パワーアップが全て無くなり、初期状態に戻される。元ネタはオレたちひょうきん族で明石家さんま演じるバイキンガーZがやっていた賀来千香子の物真似。
バ〜リアッ！
前方からの攻撃を防ぐシールドを装備。耐久力は8発。
敵、敵弾、地形に接触するとミスとなり、パワーアップは全て無くなり、所定の復活ポイントに戻される。ミスした時にカプセルを取得していれば、復活時に1つだけカプセルを所持した状態から再開される。

### ベルパワー
敵を倒したときにカプセルの代わりにベルが出現することがある。このベルはショットを打つ事で色が変わり、取った色によって一定時間だけ特殊なパワーアップができる。『パロディウスだ!』以降とは異なり、バリアとの併用も可能。
黄ベル - 敵全滅
画面上の敵が全滅する（敵弾は消せない）。『グラディウス』の青カプセルと同じ効果。
白ベル - ヨコワープ!
30秒間、画面の右と左が繋がりワープできるようになる。これを使わないと先へ進めない箇所がある。
黄緑ベル - タテワープ!
30秒間、画面の上と下が繋がりワープできるようになる。
水色ベル - 時間よ止まれ
5秒間、自分以外の動きが止まる。
紫ベル - 菊一文字や!
30秒間、設置後に画面の横方向の敵にダメージを与える菊一文字ボムを発射できるようになる。
青ベル - いたずらドリル
20秒の間、敵弾や一撃で破壊できる物体（ザコ敵や粒子地形）に対して無敵になる。『グラディウス2』のロータリードリルの発展形と思われる。
緑ベル - 上向レーザ!
60秒間、自機の上方向に拡大しながら敵を貫通するレーザーを発射。『グラディウス2』のアップレーザー。
赤ベル - 前向レーザ!
60秒間、前方向に拡大しながら敵を貫通するレーザーを発射。『グラディウス2』のベクトルレーザー。

### ステージ
※作曲者名と原曲名の表記は特筆がない限り、PSP版のミュージックプレイヤーモードに準ずる。
第一惑星 ウル星
BGM：「クライム・オブ・センチュリー」（ピョートル・チャイコフスキー「ピアノ協奏曲 第1番」）
サブボスBGM：「クライシス第4楽章」（ベートーベン「交響曲 第9番『合唱つき』第4楽章」）
ボス - ビッグペンギン
ボスBGM：リムスキー・コルサコフ「くまんばちの飛行」
第二惑星 勝負星
BGM：「ライト・オブ・オクトパス」（ベートーベン「月光のソナタ 第3楽章」）
ボス - ジャンケンポン
このステージのボスは名前の通り、じゃんけんによる対戦となる。ボスの直前でプレイヤーが「グー」「チョキ」「パー」のいずれかを取り、ボスとじゃんけんをする。プレイヤーが勝てばボスが自爆してステージクリア、あいこであれば通常の撃ちあいによるボス戦、負ければステージの最初からやり直しとなる。
第三惑星 迷惑星
BGM：「幻想蛸興曲」（グリーグ「ペールギュント組曲 第1 第4曲」、ショパン「幻想即興曲」）
ボス - テヌキテヌキボーズ
第四惑星 迷菓星
BGM：「お菓子な世界」（ドヴォルザーク「交響曲 第9番『新世界より』第4楽章」、イェッセル「おもちゃの兵隊の観兵式」）
ボス - メイズ
第五惑星 妖星
BGM：「ワルツ・オブ・オクトパス」（ピョートル・チャイコフスキー「「白鳥の湖」の「情景」」）
ボス - ゲ・ゲ・ゲ アーント
第六惑星 要星
BGM：「フェイト・オブ・オクトパス」（リヒャルト・ワーグナー「ワルキューレの騎行」、ベートーベン「交響曲 第5番『運命』」）
ボス - バグ
エクストラステージ
BGM：「スゥイート・エモーション」（ベートーベン「交響曲 第5番『運命』」、ビゼー「「カルメン」の「闘牛士」」、H. ネッケ「クシコスポスト」）
ボス - バグ・ミスフィッツ、バグ・メイヘム、バグ・アバドン
エクストラステージは隠されたポイントから行ける特殊なステージ。ここでのみ登場するパワーカプセルもある。
黄色いパワーカプセル - ボーナス
取り続けるとボーナス得点が得られる。最高10,000点。
緑のパワーカプセル - 1UP
残機が1機増える。
青のパワーカプセル - 下付ダブル?
30秒間、ミサイルの代わりに下方向にダブルを発射できるようになる。
灰色のパワーカプセル - いたずらドリル
45秒間、敵弾や一撃で破壊できる物体（ザコ敵や粒子地形）に対して無敵になる。